# Jugendleitercard

Logo der Jugendleitercard

Die Jugendleitercard (auch Jugendleiter-Card, Juleica) ist ein amtlicher Ausweis, der in Deutschland für ehrenamtliche Mitarbeiter in der Jugendarbeit ausgestellt werden kann. Die Karte (im Format nach ISO/IEC 7810 ID-1) soll dem Jugendleiter zur Legitimation gegenüber den Erziehungsberechtigten der minderjährigen Teilnehmer, staatlichen und nichtstaatlichen Stellen, von denen Beratung und Hilfe erwartet wird, und als Berechtigungsnachweis für die Inanspruchnahme von bestimmten Rechten und Vergünstigungen dienen. Voraussetzung zur Erlangung dieses Ausweispapieres ist in der Regel die erfolgreiche Absolvierung eines Gruppenleiter-Grundkurses.
Bislang sind über 100.000 Jugendleiter im Besitz einer Jugendleiterkarte.

## Entstehungsgeschichte

JuLeiCa (Design seit 2009)
Das Design stammt von Christine Kessel

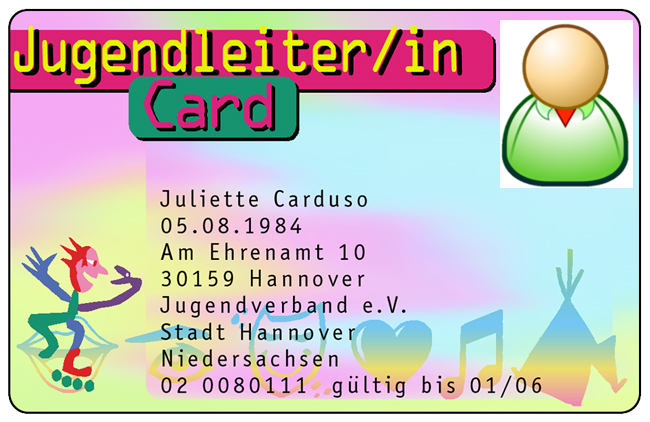
JuLeiCa (Design bis 2009)

Vor der Jugendleitercard, die 1999 eingeführt wurde, konnte ehrenamtlichen Mitarbeitern der Jugendarbeit ein sogenannter Jugendgruppenleiterausweis ausgestellt werden. Diesen gab es seit 1982. Auf Initiative des Deutschen Bundesjugendrings stimmten im November 1998 die Bundesländer der Einführung der Jugendleiterkarte zu. Die „Vereinbarung der Obersten Landesjugendbehörden zur Einführung einer Ausweiskarte für Jugendleiterinnen und Jugendleiter“ ist die Grundlage für die heutige Jugendleitercard. Sie sollte das Interesse an einem Ausweis für Jugendleiter wieder neu beleben und dazu anregen, bestehende Unterstützungsmöglichkeiten für ehrenamtliche Jugendleiter weiter auszubauen und neue zu schaffen.
Mittlerweile ist die Jugendleitercard in allen Bundesländern durch landesrechtliche Regelungen eingeführt worden.

## Erwerb
Die Jugendleitercard erhalten bundesweit Mitarbeiter in der Jugendarbeit. Diese müssen dort ehrenamtlich oder hauptamtlich im Sinne des § 73 des Achten Buches Sozialgesetzbuch für einen Träger der freien Jugendhilfe oder für einen Träger der öffentlichen Jugendhilfe tätig sein. Dabei müssen sie nach bestimmten Standards zu dieser Arbeit qualifiziert sein. Sie beinhaltet in der Regel einen Gruppenleiter-Grundkurs, der mindestens 30 Zeitstunden (entsprechend 40 Schulungseinheiten) umfasst, und einen neun Unterrichtseinheiten umfassenden Erste-Hilfe-Kurs.

### Gruppenleiter-Grundkurse
Diese Kurse, abgehalten von Gemeinden, Kirchen und Jugendverbänden, qualifizieren ehrenamtliche Mitarbeiter als Jugendleiter.
Ausbildungsinhalte sind:
- Richtiges Auftreten vor Gruppen
- Rechts- und Versicherungsfragen
- Gruppen-, Spiele- und Medienpädagogik
- Kennenlernen von Spielen und Ähnlichem für die praktische Jugendarbeit
- Beschäftigung mit der inhaltlichen und weltanschaulichen Ausrichtung des jeweiligen Jugendverbandes

Die Kurse werden von hauptamtlichen und erfahrenen ehrenamtlichen Mitarbeitern aus der Jugendarbeit geleitet. Absolventen eines Gruppenleiter-Grundkurses können sich anschließend durch eine Jugendleitercard ausweisen.
Die Jugendleitercard kann auch für neben- und hauptamtliche Mitarbeiter ausgestellt werden, soweit sie wie Jugendleiter tätig werden. Das Mindestalter beträgt 16 Jahre. In besonderen Fällen kann sie auch für Jugendleiter im Alter von 15 Jahren ausgestellt werden.

## Verlängerung
Die Jugendleitercard hat eine Gültigkeit von drei Jahren. Für die Verlängerung oder auch Neu-Ausstellung ist die Teilnahme an einer oder mehreren Fortbildungsveranstaltungen von insgesamt mindestens 8 Zeitstunden (10 Schulungseinheiten) nachzuweisen.

## Gesetzliche Grundlagen
Es gibt keine bundesrechtlich verbindliche Regelung zur Jugendleitercard. Jedoch basiert ihre Ausstellung auf der Vereinbarung der Obersten Landesjugendbehörden vom 12./13. November 1998. Als gesetzliche Grundlage wird – auf der Rückseite der Karte – der § 73 Sozialgesetzbuch Achtes Buch – Kinder- und Jugendhilfe angegeben. Die Einführung erfolgte auf landesrechtlicher Ebene, da die Länder bzw. die Kommunen dafür zuständig sind.
Die Vereinbarung der Obersten Landesjugendbehörden vom 12./13. November 1998 beinhaltet folgende Punkte:
- Legitimation gegenüber staatlichen und nichtstaatlichen Stellen
- Legitimation gegenüber Erziehungsberechtigten
- Grundlage für Ermäßigungen und Vergünstigungen
- Gültigkeitsdauer: maximal drei Jahre
- Gegenseitige Anerkennung der Jugendleitercard in anderen Bundesländern
- Voraussetzungen zur Erlangung: Mindestalter 16, in Ausnahmefällen auch 15; Ausbildungsstandards
- Ermächtigung an die Länder, zusätzliche Anforderungen zu schaffen bzw. die vereinbarten enger zu fassen

## Ausstellende Institutionen
Die Ausstellung der Jugendleitercard ist in den einzelnen Bundesländern unterschiedlich ausgestaltet. Informationen dazu kann man aber hier finden:
- der zuständige Landesjugendring
- der örtliche Jugendring
- der örtliche Kinder- und Jugendverband
- das Jugendamt
- das Jugendpfarramt

Die Juleica kann in allen Bundesländern online über juleica.de beantragt werden. Nach Prüfung durch die oben genannten Organisationen wird die Juleica gedruckt und anschließend an den Antragsteller verschickt.

## Ermäßigungen und Vergünstigungen
Mit der Jugendleitercard können auch Ermäßigungen und Vergünstigungen in Anspruch genommen werden. Ebenfalls kann mit der Karte eine kostenlose Mitgliedschaft beim Deutschen Jugendherbergswerk beantragt werden. Neben den bundeseinheitlichen Vergünstigungen gibt es derzeit über 2.700 regionale Vergünstigungen.

## MyJuleica.de Community
Am 9. September 2009 wurde die Plattform myjuleica.de des Landesjugendrings Niedersachsen mit Unterstützung der Niedersächsischen Landesmedienanstalt (NLM) online geschaltet. Sie sollte vor allem Jugendgruppenleitern, aber auch allen anderen, die in der Jugendarbeit aktiv sind, die Möglichkeit zur besseren Kommunikation und Vernetzung geben. Für jede Einrichtung oder Jugendgruppe konnten einzelne Gruppenseiten erstellt werden. Weitere Funktionen waren das Hochladen von Fotos, Benennung von Freunden, Planung von Aktionen und Aufgaben, gemeinsame Terminkalender und Rundmails. Zusätzlich informierte das Portal über Veranstaltungen oder Vergünstigungen in der jeweiligen Region.
Weiteres Ziel der Plattform war eine bessere Medienkompetenz. MyJuleica.de stellte Informationen und Material zum Umgang mit dem Internet, vor allem mit Sozialen Netzwerken, sowie zum Thema Datenschutz zur Verfügung.
Stand 2024 ist die Domain myjuleica.de nur noch eine Weiterleitung zu juleica.de.